# 聯生工業村
聯生工業邨（葡萄牙語：Parque Industrial da Concórdia），是澳門的一塊位於路環石排灣的地皮，經由填海所得。1975年，該地皮批給私人公司聯生工業邨有限公司，目的為推動澳門工業，吸引外資。不過澳門經濟轉型，工業非主流，所以聯生工業邨在過往超過25年並未有發展。在2000年代初，當時歐文龍就任運輸工務司司長，澳門特別行政區政府涉嫌官商合作，聯生工業邨用地竟未被政府收回，並轉售予一上市公司，令原聯生工業邨股東以空壳公司無本生利，成為澳門轟動一時的貪污案。

## 公共交通
工業邨内備有一巴士總站，名為聯生工業邨。澳門巴士59路線提供往返該區及關閘的服務。

## 外部連結
- 澳門議員批政府繼續賤賣土地聯生工業村 （页面存档备份，存于）